# Alonso de Granada
Alonso de Granada (cuyo nombre árabe era Alí Omar ben Nazar o Ali Omar ibn Nazar), es un personaje histórico español y fue un militar morisco. Fue hijo de Pedro de Granada y María Venegas de la destacada familia morisco Granada Venegas. Además fue Alguacil mayor de Granada, Alcaide del Generalife, capitán general de mar y tierra. Era bisnieto de Yusuf IV Sultán de Granada.

## Vida
Se casó en primeras nupcias con Doña Juana de Mendoza, dama de la Reina Católica con quien tuvo tres hijos en primeras nupcias.
- Don Pedro II de Granada Venegas, Caballero de Santiago, Alcaide del Generalife, y Alguacil Mayor de Granada y
- Doña Leonor

Se casó con Doña María de Quesada en segundas nupcias. 
- Don García

Estuvo al servicio de los Reyes Católicos y se destacó militarmente participando en el cerco de Granada (20 de mayo de 1490), en la batalla de Adra. Participó también en la cruzada africana, destacándose en la toma de la ciudad de Orán en 1509 como jefe de infantería bajo los órdenes del cardenal Cisneros.

## Descendientes
Fue el bisabuelo de Don Alonso II de Granada Venegas Rengifo y tatarabuelo de Don Pedro III de Granada Venegas y Manrique de Mendoza, el primer Marqués de Campotéjar.